# Внутрішня імперія (фільм)
«Внутрішня імперія» (англ. Inland Empire) — американський експериментальний психологічний трилер 2006 року сценарист, режисер і співпродюсер якого — Девід Лінч. Операторська робота, монтаж, партитура та звукове оформлення фільму також були виконані Лінчем. У фільмі також були представлені твори багатьох інших музикантів. Співпродюсером фільму виступила давня співробітниця Лінча, тодішня дружина Мері Суїні. Акторський склад включає таких кінопартнерів Лінча, як Лора Дерн, Джастін Теру, Гаррі Дін Стентон і Грейс Забріскі, а також Джеремі Айронс, Кароліна Грушка, Пітер Дж. Лукас, Кшиштоф Майчжак і Джулія Ормонд. Є також коротка поява безлічі додаткових акторів, включаючи Настассю Кінскі, Лору Харінг, Террі Крюз, Мері Стінберген і Вільяма Х. Мейсі. Голоси Харрінга, Наомі Воттс і Скотта Коффі включені в уривки з онлайн-проекту Лінча «Кролики» 2002 року. Назва фільму запозичена від назви столичної області в Південній Каліфорнії.
Фільм, випущений під слоганом «Жінка в біді», розповідає про розрізнені та кошмарні події, що відбуваються навколо голлівудської актриси (Лора Дерн), яка починає набувати характеру персонажа, якого вона грає у нібито проклятому фільмі. Фільм, створений у міжнародній співпраці Сполучених Штатів, Франції та Польщі, був завершений протягом трьох років і знятий переважно в Лос-Анджелесі та Польщі. Фільм був знятий без готового сценарію, замість цього в основному розвивався на основі сцени за сценою; і він був повністю знятий у вигляді цифрового відео з низькою роздільною здатністю самим Лінчем за допомогою портативної відеокамери Sony, а не традиційної плівки.
Прем'єра «Внутрішньої імперії» відбулася в Італії на Венеціанському кінофестивалі 6 вересня 2006 року. Фільм отримав загалом позитивні, але полярні відгуки критиків, причому увага зосереджена на його складних і сюрреалістичних елементах. Cahiers du cinéma назвав його другим найкращим фільмом 2007 року (порівняно з двома іншими) і включив до «тридцяти найкращих фільмів 2000-х» за версією Sight & Sound. Фільм також потрапив у газеті Ґардіан до списку «10 найбільш недооцінених фільмів десятиліття».
У 2022 році фільм був ремастеризований компаніями Lynch і Janus Films.

## Сюжет
У готельному номері молода повія, позначена в титрах як «Загублена дівчина» (англ. Lost Girl), плаче після неприємної зустрічі з клієнтом під час перегляду телешоу про родину сюрреалістичних антропоморфних кроликів, які говорять незв'язними запитаннями й репліками.
Тим часом у Лос-Анджелесі актриса Ніккі Грейс пробується на головну роль у фільмі On High in Blue Tomorrows. У її особняку її відвідує полька-сусідка, яка розпитує про фільм, а потім розповідає казки.
Перша — про хлопчика, який, вийшовши з дому за поріг, «допоміг народитися злу». Інша — про дівчинку, яка, гуляючи маленькою вуличкою за ринком, «виявила палац». Жінка впевнена, що Ніккі отримає роль, і наполягає, незважаючи на твердження Ніккі про протилежне, що сюжет передбачає вбивство. Наступного дня Ніккі святкує отримання ролі, а її польський чоловік Пьотрек спостерігає за цим.
Під час першої репетиції за участю Ніккі та виконавця головної ролі у фільмі Девона, акторів перериває безлад на знімальному майданчику. Девон розслідує, але нічого не знаходить. Приголомшений подією режисер Кінгслі Стюарт зізнається, що вони знімають ремейк німецького фільму під назвою «47» за мотивами польської народної казки. Виробництво було припинено після того, як обидва головні актори були вбиті, що породило чутки про прокляття фільму.
Після зйомок перших кількох романтичних сцен між їхніми персонажами Сью та Біллі, Ніккі та Девон починається роман, незважаючи на попередні протести, що їхні стосунки будуть суто професійними, і незважаючи на те, що Пьотрек попередив Девон про «темні наслідки» за «неправильні дії». Ніккі починає важко розрізняти реальне життя та сцени з фільму. Входячи в двері з позначкою «Axxon N.» в провулку вона виявляється, що йде на знімальний майданчик. Ніккі тікає і потрапляє в реквізит, який перетворюється на справжній будинок. У будинку Ніккі бачить, як її чоловік лягає спати. Вона ховається від нього в комірчині, де стикається з групою повій.
У цей момент різні сюжетні лінії та сцени починають переплітатися та доповнювати одна одну, причому хронологічний порядок та відмінність між героями нечіткі. Деякі сцени показують, як вона приєднується до (сучасних) повій, тоді як інші сцени зображують повій і сутенерів у зимовому Лодзі 1930-х років. Також показано, що вона живе в неблагополучному шлюбі зі своїм бідним чоловіком «Сміті». В іншій серії сцен Ніккі/Сью розмовляє з поліцейським у кімнаті над нічним клубом. Вона розповідає йому, як вона зазнала сексуального насильства в дитинстві і як її чоловік приєднався до пересувного цирку з Польщі мисливцем. Вона також говорить про Фантома, гіпнотизера, який працював у цирку, а потім зник.
В одній сцені Сью протистоїть Біллі перед його родиною, зізнаючись у коханні. Її відправляє геть і дає ляпаса дружина Біллі Доріс. Тепер стало відомо, що Доріс була тією жінкою, яка раніше розповіла поліцейським, що її загіпнотизували, щоб убити когось, і вона виявила викрутку, яка встромилася в її живіт. Доріс згадує, що Фантом загіпнотизував її, щоб убити Сью.
Відчуваючи переслідування Фантома, Ніккі/Сью озброюється викруткою. Йдучи Голлівудським бульваром, вона помічає свого двійника і Доріс і зустрічається з поліцейським над нічним клубом. Зовні Доріс ранить її власною викруткою. Ніккі/Сью падає на автобусній зупинці поруч із двома бездомними жінками. Одна розповідає всілякі дивні історії про свого друга Ніко, а інша тримає запальничку перед обличчям Сью, поки та не помре. Кінгслі кричить «Ріж!» і камера повертається назад, щоб показати, що це просто сцена фільму.
Кінгслі повідомляє Ніккі, що її сцени для фільму готові. У заціпенінні Ніккі бреде зі знімального майданчика до сусіднього кінотеатру, де вона бачить не лише «На висоті» у «Blue Tomorrows», а й події, які відбуваються в реальному часі. Вона слідує за чоловіком наверх і потрапляє в квартиру з позначкою «Axxon N». Зіткнувшись з Фантомом, Ніккі стріляє в нього. Перед смертю Фантом перетворюється на гротескну фігуру. Ніккі втікає до кімнати 47, де живуть кролики на телебаченні, хоча вона їх не бачить, а потім зустрічає Загублену дівчину. Загублена дівчина тікає з готелю в будинок Сміті, де вона щасливо обіймає чоловіка та сина. Ніккі повернулася у свій особняк.
Фільм закінчується святкуванням за участю групи повій, одноногої жінки, згаданої раніше, Ніко та її вихованця-мавпи та інших. Жінки танцюють під «Грішну людину» Ніни Сімоне, а лісоруб пиляє колоду в такт.

## Акторський склад
| Актор              | Роль                           |
| ------------------ | ------------------------------ |
| Лора Дерн          | Ніккі Грейс / Сью Блю          |
| Джеремі Айронс     | Кінгслі Стюарт                 |
| Джастін Теру       | Девон Берк / Біллі Сайд        |
| Гаррі Дін Стентон  | Фредді Говард                  |
| Джулія Ормонд      | Доріс Сайд                     |
| Даян Ледд          | Мерилін Левенс                 |
| Пітер Дж. Лукас    | Піотрек Крол / Кузня           |
| Грейс Забріскі     | Відвідувач № 1                 |
| Мері Стінберген    | Відвідувач № 2                 |
| Кароліна Грушка    | Загублена дівчина              |
| Кшиштоф Майчжак    | Фантом                         |
| Ієн Аберкромбі     | Генрі, «Дворецький»            |
| Нае                | Жінка на вулиці                |
| Террі Крюс         | Вуличний чоловік               |
| Вільям Х. Мейсі    | Диктор                         |
| Трейсі Ештон       | Сестра морського піхотинця     |
| Леон Нємчик        | Марек                          |
| Ян Хенц            | Янек                           |
| Джордан Ледд       | Террі                          |
| Лора Геррінґ       | Кролик Джейн / Гостя вечірки   |
| Скотт Коффі        | Кролик Джек                    |
| Наомі Воттс        | Сьюзі Реббіт                   |
| Девід Лінч         | Бакі, The Gaffer (голос)       |
| Настасія Кінскі    | Пані                           |
| Домінік Ванденберг | Робітник залізничної станції   |
| Бен Гарпер         | Піаніст (в титрах не вказаний) |

## Історія створення

### Виробництво
Внутрішня імперія — це перший фільм Лінча, повністю знятий як цифрове відео, він був знятий у стандартній роздільній здатності портативної камери Sony DSR-PD150 самим Лінчем. Лінч заявив, що більше не використовуватиме плівку для створення фільмів. Він пояснив свою перевагу, заявивши, що носій дає «більше простору для мрій» і більше можливостей для постпродакшну. Значна частина проекту була знята в Лодзі, Польща, з місцевими акторами, такими як Кароліна Грушка, Кшиштоф Майхжак, Леон Нємчик, Пйотр Анджеєвський та артистами місцевого Цирку Залевскі. Деякі відеозйомки також були зроблені в Лос-Анджелесі, а в 2006 році Лінч повернувся з Польщі, щоб завершити зйомки. Потім Лінч редагував остаточні результати у Final Cut Pro у своєму домашньому офісі протягом шести місяців. Він не працював із співавторкою та редактором Мері Суїні, тому що «не було справжнього сценарію, і ніхто не знав, що відбувається, крім нього».
Лінч зняв фільм без повного сценарію. Натомість він щодня роздавав кожному акторові кілька сторінок свіжонаписаних діалогів. В інтерв'ю 2005 року він так описав свої відчуття від знімального процесу: «Я ніколи раніше не працював над проектом у такому ключі. Я точно не знаю, як ця справа остаточно розгорнеться. Цей фільм дуже різний, тому що у мене немає сценарію. Я пишу сцену за сценою, більша частина знята і я не знаю, чим це закінчиться. Це ризик, але я відчуваю, що оскільки всі речі об'єднані, ця ідея тут, у тій кімнаті, якимось чином буде пов'язана з тією ідеєю там, у рожевій кімнаті».
Під час інтерв'ю на Венеціанському кінофестивалі Лаура Дерн зізналася, що не знала, про що йдеться у «Внутрішній імперії» чи яку роль вона грає, але сподівалася, що прем'єра фільму на фестивалі допоможе їй «дізнатися більше». Джастін Теру також заявив, що «не міг би сказати вам, про що фільм, і на даний момент я не знаю, чи міг би Девід Лінч. Це стало свого роду розвагою — ми з Лаурою [Дерн] сидимо на знімальному майданчику, намагаючись зрозуміти, що відбувається». В інтерв'ю NPR Дерн розповіла про розмову, яку вона мала з одним із нових продюсерів фільму, Джеремі Альтером. Він запитав, чи не жартував Лінч, коли попросив одноногу жінку, мавпу та лісоруба до 3:15. «Так, ти знімаєшся у фільмі Девіда Лінча, чувак», — відповіла Дерн. «Сядь зручніше і насолоджуйся поїздкою». Дерн повідомила, що о 16:00 вони стріляли по цих особах.

### Фінансування
Лінч профінансував більшу частину виробництва за рахунок власних ресурсів, продюсером стала його давня співавторка та колишня дружина Мері Суїні. Фільм також частково профінансувала французька виробнича компанієя StudioCanal, яка надавала кошти на три попередні фільми Лінча, вона хотіла представити фільм на Каннському кінофестивалі 2006 року. Натомість прем'єра відбулася на італійському Венеціанському кінофестивалі 6 вересня 2006 року, де Девід Лінч отримав нагороду «Золотий лев» за його «внесок у мистецтво кіно». Прем'єра фільму в США відбулася 8 жовтня 2006 року на Нью-Йоркському кінофестивалі. Фільм отримав обмежений прокат у США, починаючи з 15 грудня 2006 року. Розповсюдженням займалася спеціалізована компанія 518 Media.
Лінч сподівався розповсюдити фільм незалежно, сказавши, що зі зміною всієї індустрії він також думав, що спробує нову форму розповсюдження. Він придбав права на DVD і уклав угоду зі StudioCanal, яка дозволила йому самостійно розповсюджувати фільм як цифровими, так і традиційними засобами. Реліз DVD у Північній Америці відбувся 14 серпня 2007 року. Серед інших спеціальних функцій DVD містив 75-ти хвилинний повнометражний фільм «More Things That Happened», у якому зібрані кадри про шлюб Сью зі Сміті, її неприємну історію життя, вплив Фантома на жінок і життя повій у Голлівуді. Бульвар. Через 15 років після випуску DVD у Північній Америці The Criterion Collection анонсувала 2 диски Blu-ray, реліз яких заплановано на 21 березня 2023 року.

### Саундтрек
Лінч додав кілька власних композицій до саундтреку до фільму, ознаменувавши відхід від частої співпраці з композитором Анджело Бадаламенті. Його твори варіюються від мінімалістичної ембієнтної музики до більш поп-орієнтованих треків, таких як «Ghost of Love». Музику до фільму написав польський композитор Марек Жебровський, який виступив музичним консультантом. Саундтрек включає такі музичні твори:
1. Девід Лінч — «Ghost of Love» (5:30)
2. Девід Лінч — «Тема кроликів» (0:59)
3. Мантовані — «Кольори мого життя» (3:50)
4. Девід Лінч — «Woods Variation» (12:19)
5. Дейв Брубек — " Three to Get Ready " (5:22)
6. Богуслав Шеффер — «Klavier Konzert» (5:26)
7. Kroke — «The Secrets of the Life Tree» (3:27)
8. Маленька Єва — " The Locomotion " (2:24)
9. Девід Лінч — «Дзвінок з минулого» (2:58)
10. Кшиштоф Пендерецький — " Als Jakob erwachte " (7:27)
11. Вітольд Лютославський — «Висновок новели» (уривок) / Джої Альтруда — «Ліза» (редакція) (3:42)
12. Бек — " Чорний бубон " (кіноверсія) (2:47)
13. Девід Лінч — «Mansion Theme» (2:18)
14. Девід Лінч — «Walkin' on the Sky» (4:04)
15. Девід Лінч / Марек Зебровський — «Польська нічна музика № 1» (4:18)
16. Девід Лінч / Кріста Белл — «Польська поема» (5:55)
17. Ніна Сімон — " Грішник " (редакція) (6:40)

## Аналіз фільму
Коли Лінча запитали про «Внутрішню імперію», він утримався від пояснень фільму, відповівши, що він «про жінку в біді, і це загадка, і це все, що я хочу про це сказати». Презентуючи екранізацію цифрової роботи, Лінч іноді пропонує підказку у формі цитати з Бріхадараньяка Упанішади:
Ми як павук. Ми плетемо своє життя, а потім рухаємося в ньому. Ми схожі на мрійника, який мріє, а потім проживає свої мрії. Це справедливо для всього Всесвіту.
Офіційний представник Нью-Йоркського кінофестивалю Річард Пенья коротко описав фільм як «безсюжетну колекцію фрагментів, які досліджують теми, над якими Лінч працював роками», включаючи « голлівудську історію про молоду актрису, яка отримує роль у фільмі, який може бути проклятим; історія про контрабанду жінок зі Східної Європи та абстрактна історія про сім'ю людей із кролячими головами, які сидять у вітальні». Критик The Guardian Пітер Бредшоу назвав фільм «роздумами про невизнану та непомічену дивність Голлівуду та кіновиробництва загалом», додавши, що Лінч «встановлює химерну низку червоточин між світами міфів, фільмів і реальністю». Критик Марк Фішер писав, що фільм «часто здається серією сюжетів сновидінь, що ширяють без будь-якої реальності, мрії без сновидця [в яких] жодна рамка не є безпечною», але стверджував, що «це фільм божевільний, а не персонажі в ньому … мріє сам Голлівуд». Він також прокоментував, що «розглядання світів Лінча, знятих на цифрове відео, призводить до химерного короткого замикання: ніби ми спостерігаємо пряме живлення з несвідомого».
Денніс Лім із Slate описав фільм як «тригодинний кошмар, який походить від форми та змісту через розколоту психіку неспокійної голлівудської актриси», і прокоментував використання Лінчем цифрового відео, описуючи його як «середовище домашніх фільмів, вірусного відео та порнографії — повсякденні засоби масової інформації, з якими ми більше асоціюємося …інтимний чи приватний досвід перегляду, а не спільний», додавши, що фільм «розвивається завдяки стрімкій, асоціативній логіці гіперпосилань». Вчена Енн Джерслев стверджувала, що фільм «утворює численні та роздроблені способи сприйняття у світі цифрових екранів». Інші критики стверджували, що у фільмі є «формальна схожість із гіперпосиланням на веб-сайті, яке складається з екранів/вікон, постійно розкриваючи нові світи з нових точок зору», але, за словами теоретика Стівена Шавіро, «він також базується на кінематографічних кодах, навіть якщо це їх деконструює». Вчений Делорм стверджує, що фільм орієнтований на проблему подружньої зради, тоді як «розповідь побудована на дивних персонажах, об'єднаних подібним жахом».

## Розповсюдження та касові збори
Фільм був показаний на кількох кінофестивалях по всьому світу, зокрема на Венеціанському кінофестивалі в Італії, Нью-Йоркському кінофестивалі в Нью-Йорку, США, Салонікському кінофестивалі в Греції, кінофестивалі Camerimage у Польщі, Міжнародному кінофестивалі Fajr у Ірані, Міжнародному кінофестивалі у Роттердамі в Нідерландах та Міжнародному фестивалі сучасного кіно в місті Мехіко, Мексика.
Початок масового розповсюдження фільму: у Сполучених Штатах 14 серпня 2007 року (Ryko), 20 серпня 2007 у Великій Британії, 4 жовтня 2007 в Бельгії та Нідерландах (A-Film) і 6 серпня 2008 в Австралії (Madman Entertainment).
518 Media випустив фільм у двох кінотеатрах у Сполучених Штатах 6 грудня 2006 року, зібравши 27 508 доларів США за перші вихідні. Згодом, вийшовши у масовому прокаті в п'ятнадцяти кінотеатрах по всій країні, «Внутрішня імперія» збільшила касові збори до 861 355 доларів. В інших країнах за межами США фільм зібрав 3 176 222 долари, у результаті чого загальні світові збори фільму склали 4 037 577 доларів.

### Оцінки й відгуки
На агрегаторі рецензій Rotten Tomatoes рейтинг схвалення фільму становить 71 % на основі 112 рецензій із середнім балом 7,2/10. Критичний консенсус вебсайту стверджує: «Типовий варіант Девіда Лінча: шанувальники режисера знайдуть „Внутрішню імперію“ спокусливою та глибокою. Усі інші вважатимуть п'янкий сюрреалізм непроникним і безглуздим». На Metacritic фільм отримав середньозважену оцінку 73 зі 100 на основі 24 критиків, що вказує на «загалом схвальні відгуки».
Манохла Даргіс з The New York Times після показу фільму на Нью-Йоркському кінофестивалі назвав «Внутрішню імперію» «досить блискучою». Пітер Треверс, кінокритик журналу Rolling Stone, написав: «Моя порада перед обличчям такого галюцинаційного блиску — триматися». The New Yorker був одним із небагатьох видань, які висловили негативну оцінку фільму, назвавши його «гострим фільмом із нюансами», який «швидко перетворюється на самопародію». Джонатан Росс, ведучий програми BBC «Фільм 2007», описав це як «твір генія». Деймон Вайз з журналу Empire дав фільму п'ять зірок, назвавши його «Сліпуча і вишукано оригінальна таємниця, розказана загадкою» а Джим Емерсон (редактор RogerEbert.com) дав 4 зірки з 4: "Коли люди кажуть «Внутрішня імперія» — це «Бульвар Сансет» Лінча, «Персона» Лінча або «8½» Лінча, вони цілком праві, але він також явно посилається на зв'язки з «Сяйвом» Стенлі Кубрика, «Безтямним П'єро» Жана-Люка Годара, «Андалузьким псом» Бунюеля і Далі, експериментальним Meshes of the Afternoon Майї Дерен (улюблений фільм Лінча) та інші». Однак Каріна Чокано з «Лос-Анджелес Таймс» написала, що «фільм, який починається багатообіцяюче, зникає в такій кількості кролячих нір (в одній із них фігурують справжні кролики), що зрештою він просто зникає назавжди».
Дерн отримала майже загальне визнання за свою гру, і багато відгуків описували її як її найкращу на сьогоднішній день. Лінч намагався підвищити шанси Дерн на номінацію на премію «Оскар» за найкращу жіночу роль на церемонії вручення премії «Оскар» 2007 року, взявши участь у кампанії з живою коровою, хоча врешті її не номінували на премію.

### Реставрація Janus Films
«Внутрішня імперія» була відновлена та оновлена компанією Janus Films у 2022 році та демонструвалася протягом року, починаючи з 8 квітня. Реставрацією фільму та саундтреку керував Девід Лінч. Для реставрації оригінальний відеоматеріал підвищеної якості у форматі HD, отриманий у процесі редагування, спочатку було зменшено до стандартної роздільної здатності, щоб усунути «помилкові деталі», а потім було перетворено на 4K за допомогою алгоритмів масштабування AI.
Рух у релізі може здатися комусь тремтливим, оскільки оригінальний відеоматеріал відеокамери було знято у форматі 60i на касету MiniDV, тоді як реставрація нібито отримана з основного матеріалу HDCAM 24 кадри в секунду, тобто бракує 6 кадрів на кожну секунду фільму (12 кадрів, якщо рахувати частоту кадрів черезстрочної розгортки вихідного матеріалу).

## Досягнення
|                                                | Категорія — одержувач(и)                                      |
| ---------------------------------------------- | ------------------------------------------------------------- |
| Нагороди Національного товариства кінокритиків | Найкращий експериментальний фільм — Внутрішня імперія         |
| Венеціанський кінофестиваль                    | Нагорода Digital Award кінофестивалю майбутнього — Девід Лінч |
|                                                | Категорія — Номінант(и)                                       |
| Нагороди Національного товариства кінокритиків | Найкраща актриса — Лора Дерн                                  |
| Онлайн-премія кінокритиків Нью-Йорка           | Найкращий фільм — Внутрішня імперія                           |
| Премія Асоціації кінокритиків Торонто          | Найкраща актриса — Лора Дерн                                  |